# Aardhommel (soort)
De aardhommel (Bombus terrestris) behoort samen met drie andere nauw verwante en sterk op elkaar lijkende soorten tot de aardhommel-groep. Het is een hommel die van nature voorkomt in Europa, nabij de kusten van Noord-Afrika en in West- en Centraal-Azië.

## Uiterlijke kenmerken
De wilgenhommel (Bombus cryptarum), de veldhommel (Bombus lucorum) en de grote veldhommel (Bombus magnus) zijn moeilijk te onderscheiden van de aardhommel. Allemaal hebben ze een borststuk waarvan het voorste deel geel en de rest zwart behaard is. Het voorstuk (tweede rugplaat) van het achterlijf is geel behaard, het tussenstuk zwart en het einde van het achterlijf is ook wit behaard. Mannetjes hebben wat meer gele haren op de kop en het eerste achterlijfssegment. De beharing is kort en regelmatig. De aardhommel heeft vergeleken met soorten als de akkerhommel en de tuinhommel een korte tong. Als de aardhommel niet bij de nectar kan komen breekt deze in door aan de onderkant van de bloemkroon een gaatje te bijten. Het nest zit in de grond en kan tot anderhalve meter diep liggen. Kraken van het nest komt veel voor. Kraken wil zeggen dat een andere koningin de koningin probeert dood te steken om zo het nest over te nemen. De aardhommel slaat het stuifmeel op in toevallig leegstaande broedcellen en is te vinden op vele planten. In het begin van het jaar op de wilg en later in het jaar veel op distels, klaver en vingerhoedskruid. Een volgroeide kolonie van de aardhommel bestaat uit zo'n 300 tot 600 werksters.
De koningin van de aardhommel is 20 tot 23 millimeter, de werkster 11 tot 17 millimeter en het mannetje 14 tot 16 millimeter lang. De spanwijdte van de koningin is zeer groot, soms wel tot 43 millimeter. De vrouwtjes van wilgenhommel zijn van de andere aardhommels te onderscheiden doordat de gele band op de voorzijde van het borststuk met een knik (hockeystick-achtige vorm) onder de vleugel doorloopt en de kleur meer goudgeel is. De nestzoekende koninginnen zijn te zien van begin februari tot midden mei, de werksters van midden april tot midden oktober en de jonge koninginnen en mannetjes van eind juli tot eind september.
De aardhommel verschilt van de veldhommel vooral in de strepen, van deze laatste zijn de strepen helder- of citroengeel. De strepen van de aardhommel zijn donkerder en meer okergeel.

## Leefwijze
De aardhommel geeft bij het graven van zijn nest de voorkeur aan volle grond.

### Gedragsdimorfie
Gilbert Nixon heeft eens waargenomen dat een koningin van Bombus lucorum een nest bouwde en de ingang met grassprietjes verborg. Terwijl ze dagenlang nectar en stuifmeel binnenbracht, werd haar nest toch ontdekt door een grotere koningin van Bombus terrestis. Deze doodde daarop de zwakkere koningin en nam haar broedsel in bezit. Daarna ging deze nieuwe koningin gewoon verder met het verzorgen van het 'veroverde' broed en toen deze zogenaamde 'stiefkinderen' uitkwamen, brachten deze zonder bezwaar de nakomelingen van Bombus terrestris groot. Uit het een en ander zou geconcludeerd kunnen worden dat, wanneer de gelegenheid zich voordoet, de aardhommels zeer wel een al gereed nest compleet met broedsel en al in bezit kunnen nemen.

### Elektrische signalen
De aardhommel heeft door het klappen van de vleugels een positieve elektrische lading over zich. Als een hommel een bloem bezoekt om er de nectar van te plukken, laat het zo een elektrische lading op de bloem achter. In 2013 bleek uit onderzoek in het lab dat hommels elektrische signalen kunnen oppikken. Mogelijk gebruiken ze deze techniek om al bezochte bloemen te onderscheiden van andere. Wellicht is dit dan niet uniek voor de gewone aardhommel - het onderzoek liep echter alleen op deze soort.

## Invasieve soort
In 1998 werd de soort ingevoerd in Chili als bestuiver in broeikassen. Vanuit de broeikassen verspreidde de hommel zich over Chili en Argentinië, waar hij zich gedraagt als een invasieve soort. Waar hij voorkomt, verdwijnt de inheemse soort Bombus dahlbomii.

## Fotogalerij

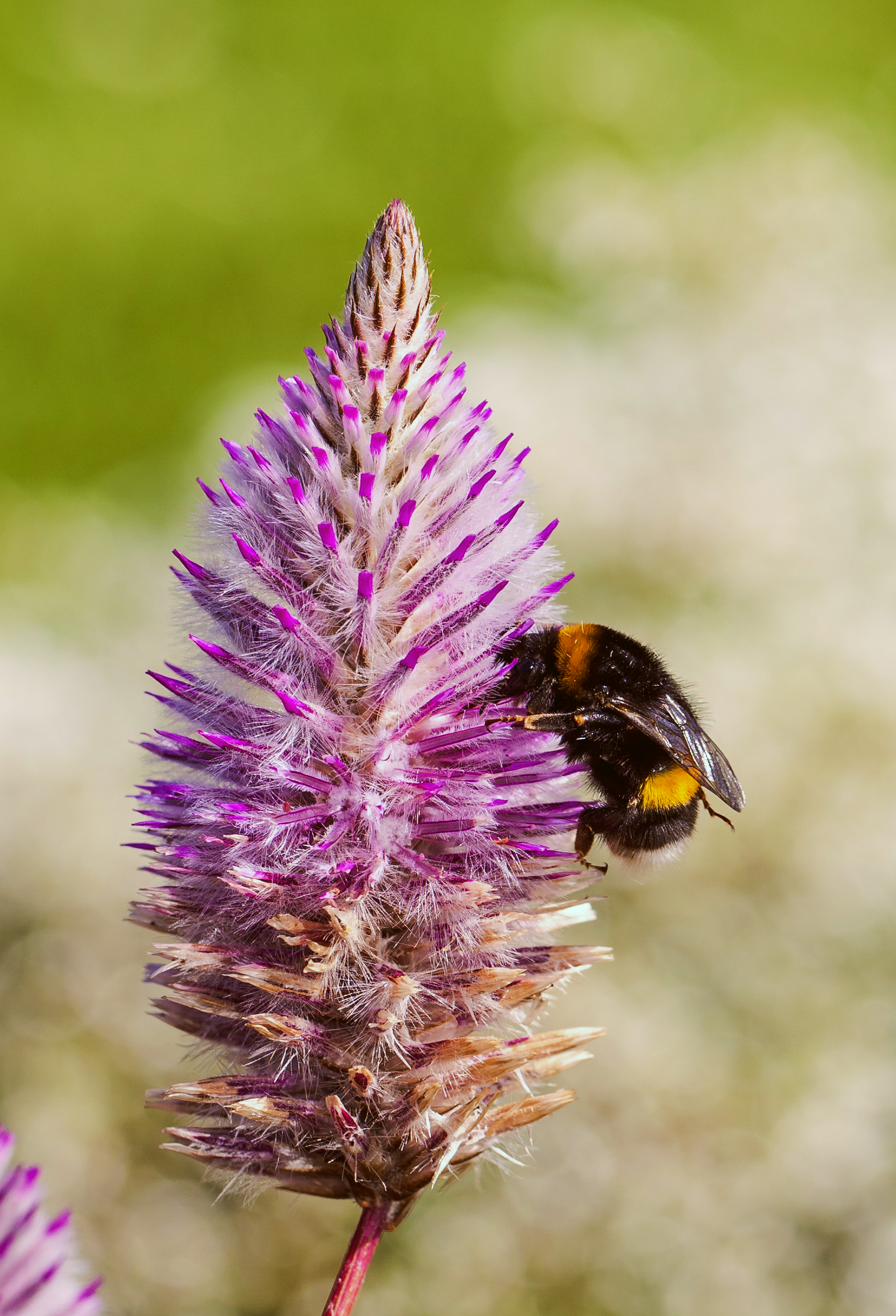
Aardhommel op Ptilotus exaltatus
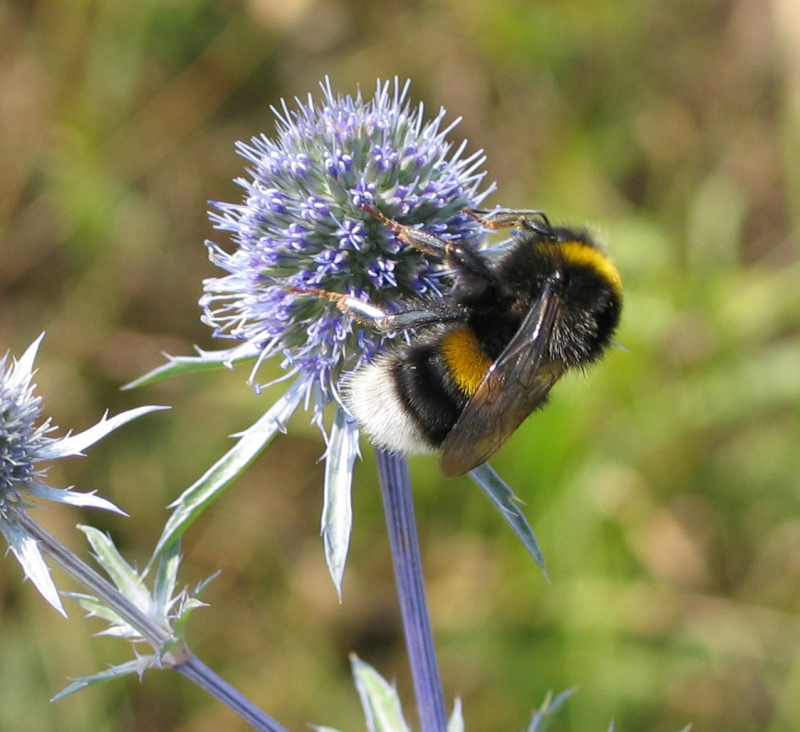
Lichaam zwart, gele band op zowel voorzijde borststuk als achterlijf
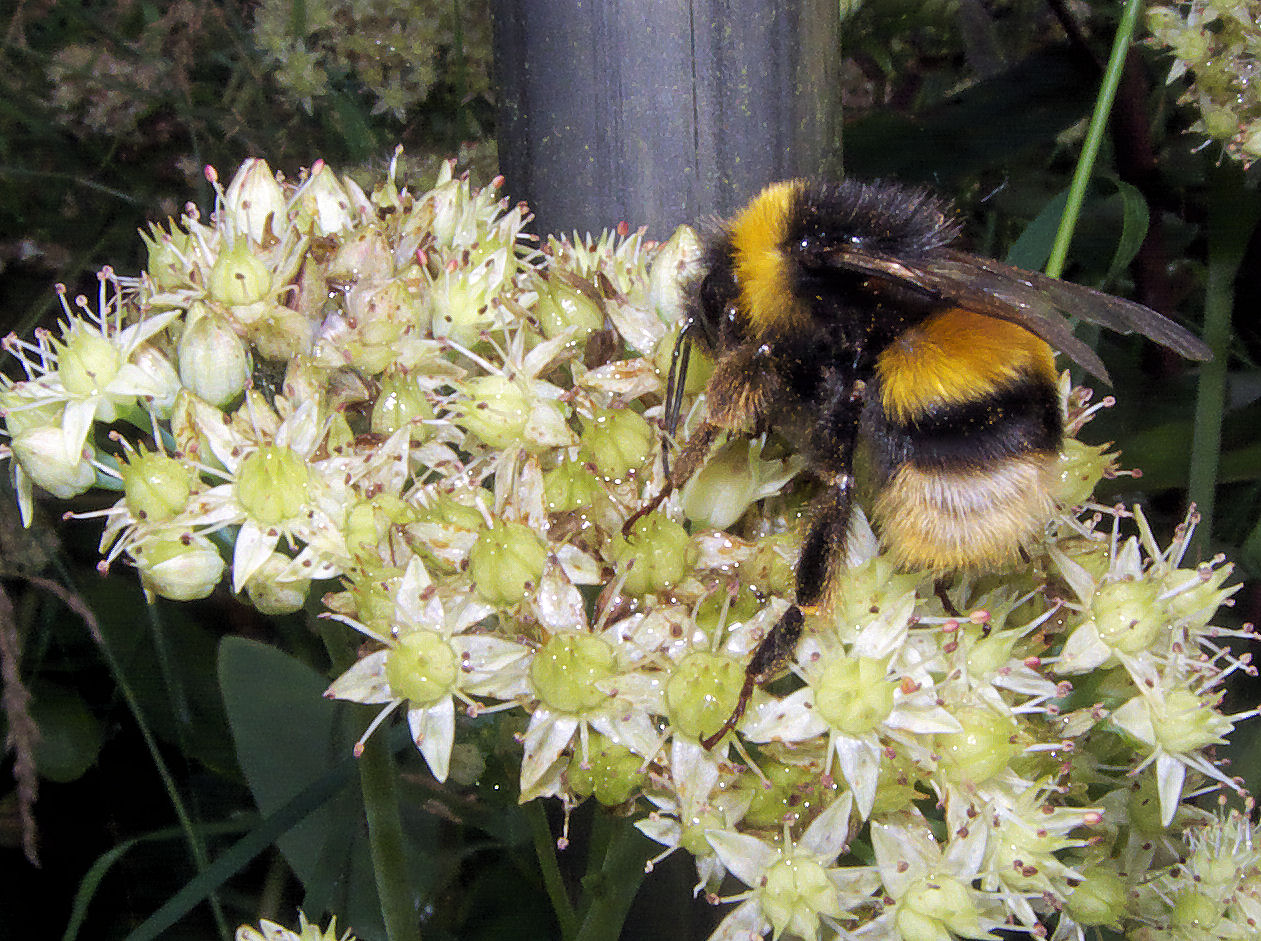
Gewone aardhommel op hemelsleutel
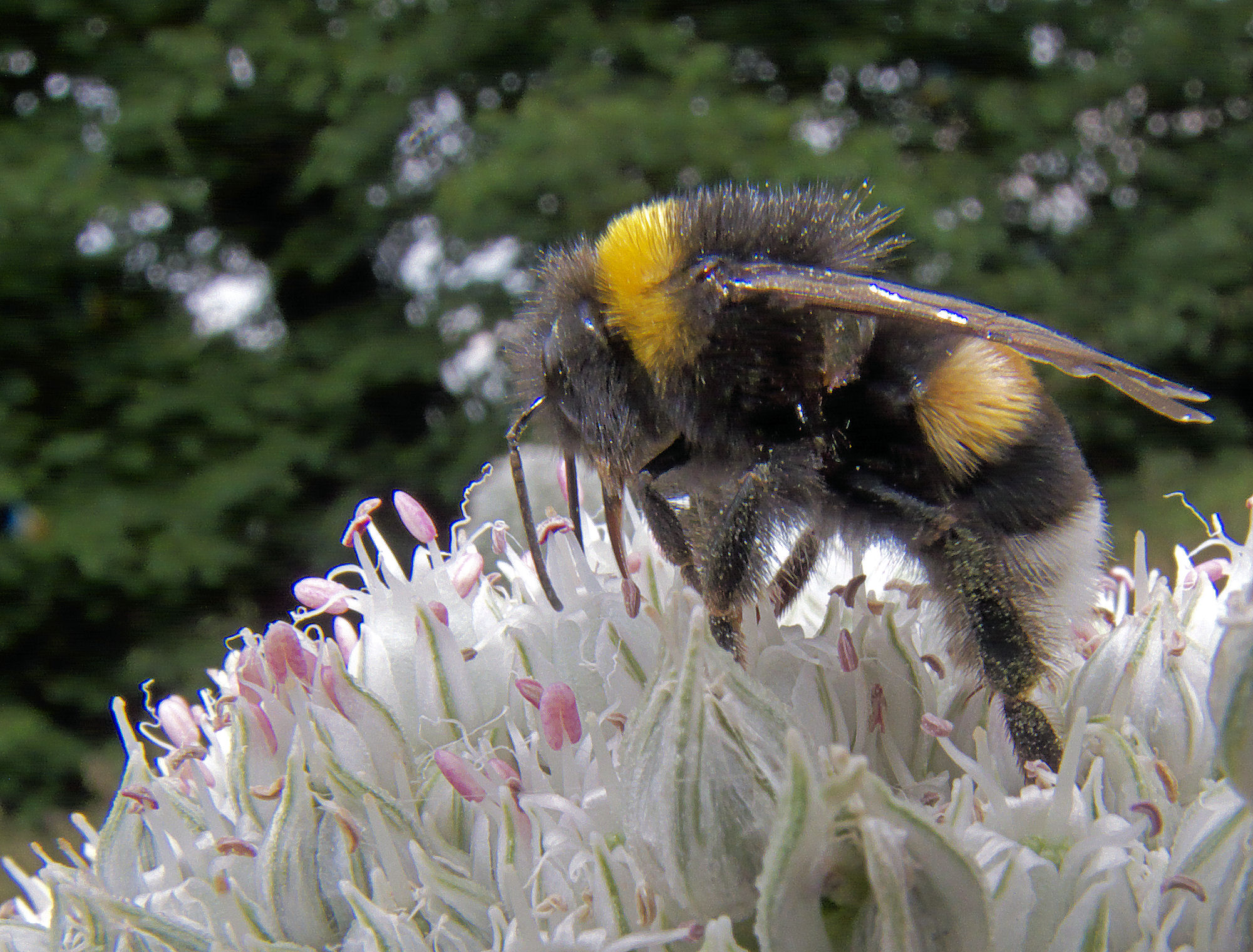
Op prei
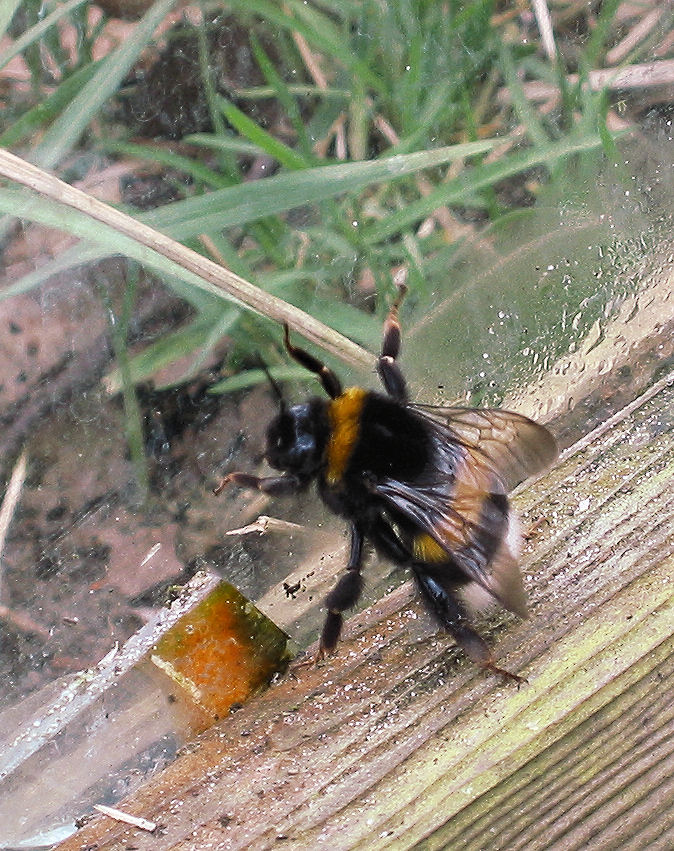
Koningin op 24 februari 2008
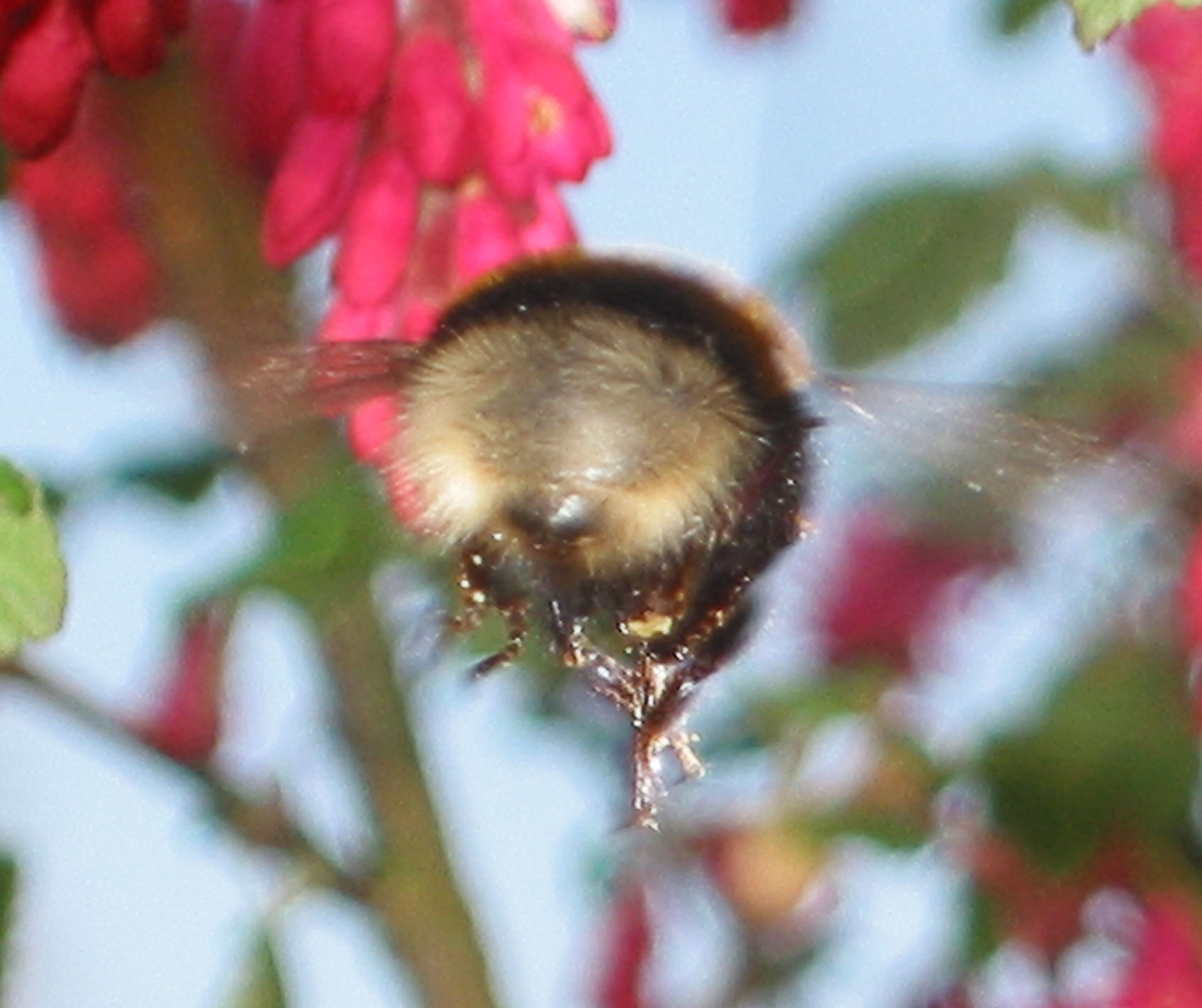
Koningin
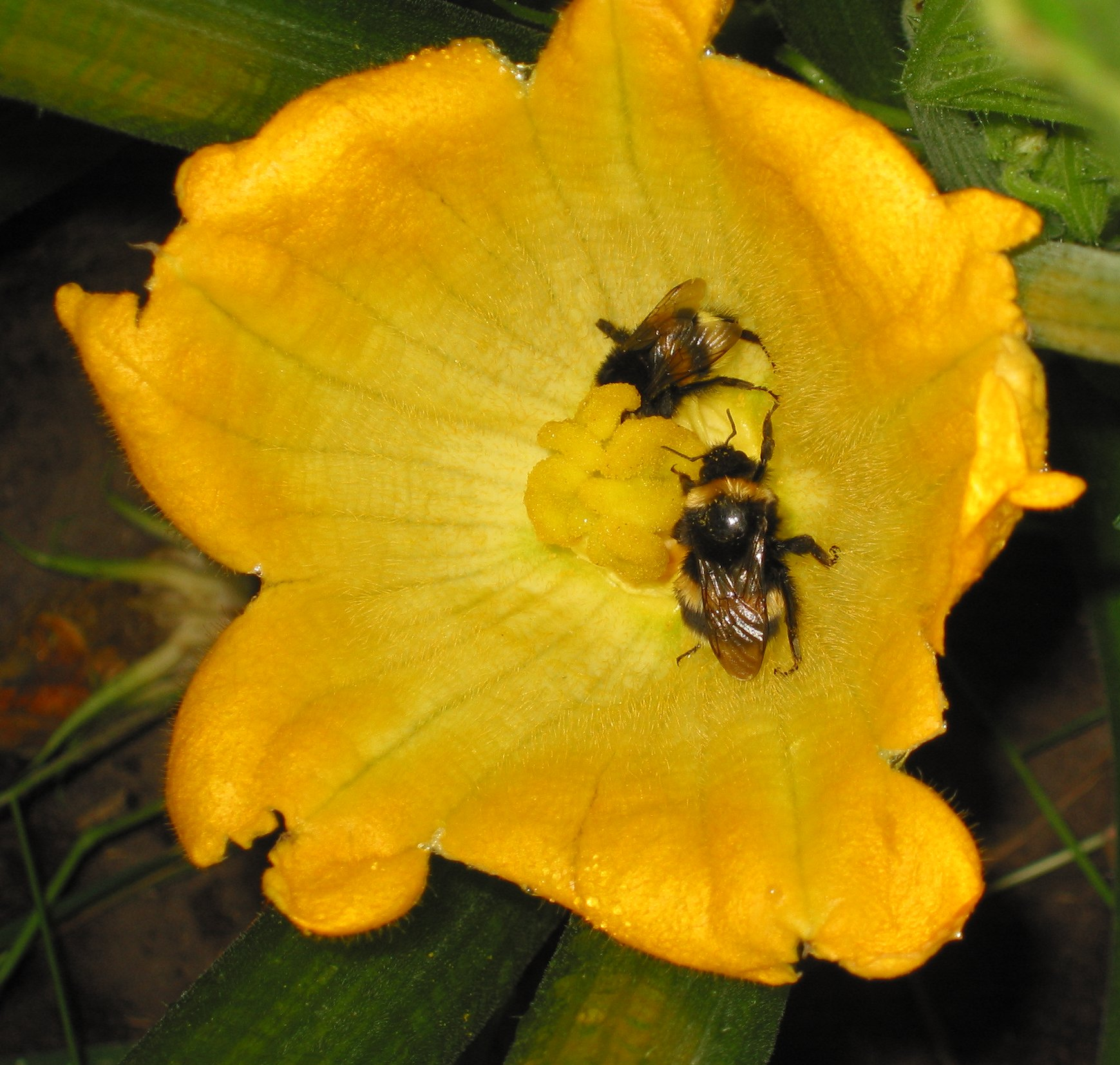
Koningin en werkster op courgette
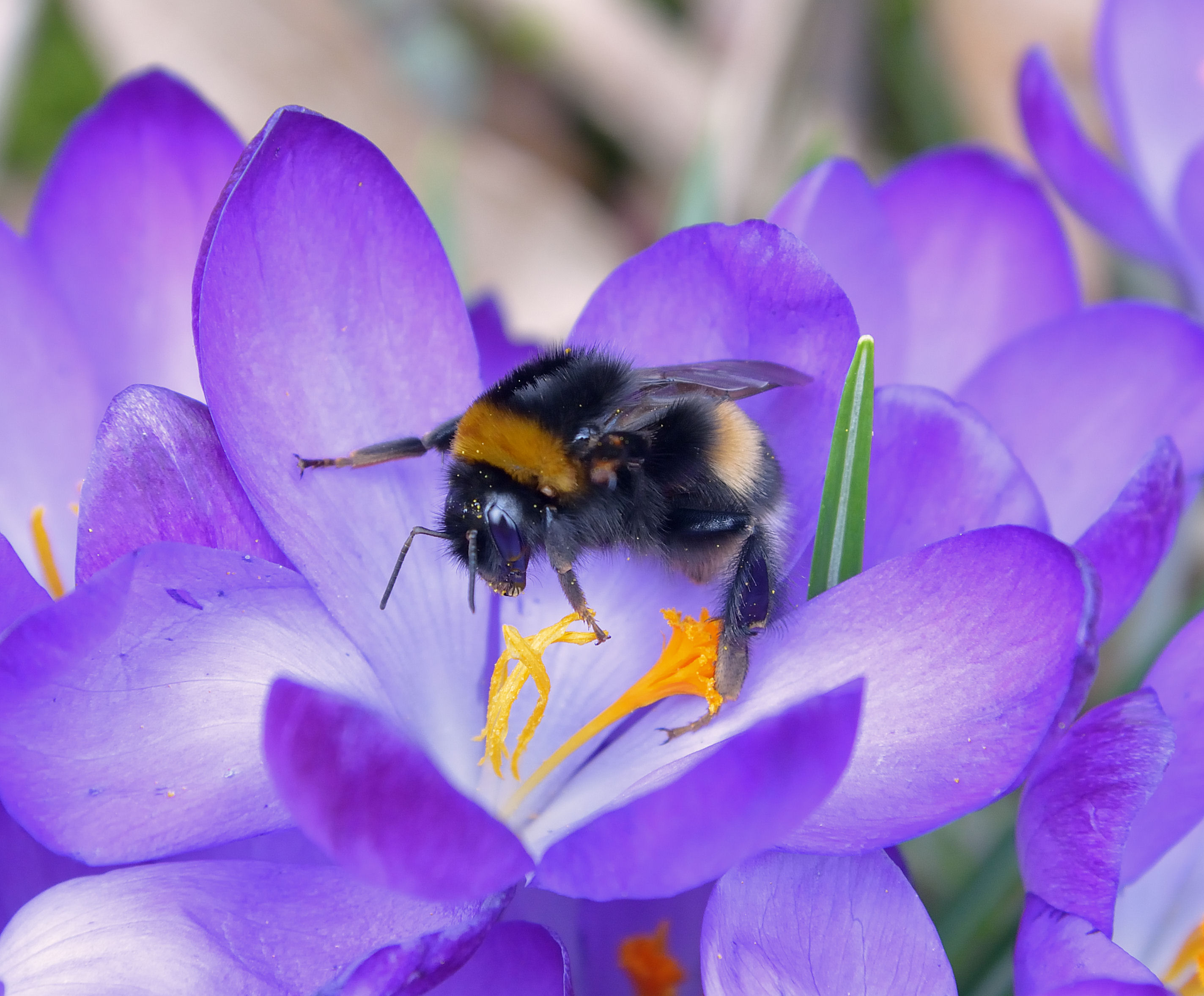
Koningin van de gewone aardhommel op krokus